# TRIAD YEARS actI〜THE VERY BEST OF THE YELLOW MONKEY
『TRIAD YEARS actI〜THE VERY BEST OF THE YELLOW MONKEY』（トライアド・イヤーズ・アクトワン ザ・ベリー・ベスト・オブ・ザ・イエロー・モンキー）は、THE YELLOW MONKEYの非公認ベスト・アルバム。

## 概要
- レコード会社移籍後にTRIADからメンバーに無許可で製作されたベスト・アルバム。「JAM/Tactics」「SPARK」の大ヒット直後にリリースされたということもあり、バンド史上唯一のミリオンセラーを記録したアルバムとなった。日本レコード協会からはトリプル・プラチナ認定（累計出荷枚数120万枚以上）を受けた[1]。
- 初回盤には専用のスリーブケースと武道館公演の模様を収めた写真集が付属。通常盤は初回盤と全く異なるジャケットとなり、ブックレットには初回盤の写真集に未掲載の写真も掲載。
- このアルバムの続編である「TRIAD YEARS actII〜THE VERY BEST OF THE YELLOW MONKEY」が1997年4月19日に発売され、IとIIをセットにした「TRIAD YEARS actI & actII〜THE VERY BEST OF THE YELLOW MONKEY～」が、2001年3月1日に発売されている。現行盤として2013年12月4日にリマスタリング・Blu-Spec CD2仕様で再発され、所属事務所BAJのロゴが明記された[2]。

### 参加ミュージシャン
THE YELLOW MONKEY
- 吉井 和哉 - ボーカル・ギター
- 菊地 英昭 - ギター
- 廣瀬 洋一 - ベース
- 菊地 英二 - ドラムス

## 収録曲
| 全作詞: 吉井和哉、全編曲: THE YELLOW MONKEY。 |                                      |           |                    |      |
| #                                             | タイトル                             | 作詞      | 作曲               | 時間 |
| 1.                                            | 「Love Communication」               | 吉井和哉  | 吉井和哉           | 4:58 |
| 2.                                            | 「Rock Star」                        | 吉井和哉  | 吉井和哉           | 4:02 |
| 3.                                            | 「Love Is Zoophilia」                | 吉井和哉  | 菊地英昭・吉井和哉 | 3:04 |
| 4.                                            | 「SPARK」                            | 吉井和哉  | 吉井和哉           | 4:11 |
| 5.                                            | 「嘆くなり我が夜のFantasy」          | 吉井和哉  | 吉井和哉           | 4:23 |
| 6.                                            | 「Chelsea Girl」                     | 吉井和哉  | 吉井和哉           | 2:56 |
| 7.                                            | 「Father」                           | 吉井和哉  | 吉井和哉           | 5:01 |
| 8.                                            | 「イエ・イエ・コスメティック・ラヴ」 | 吉井和哉  | 菊地英昭・吉井和哉 | 3:24 |
| 9.                                            | 「Subjective Late Show」             | 吉井和哉  | 吉井和哉           | 4:26 |
| 10.                                           | 「赤裸々GO! GO! GO!」                | 吉井和哉  | 吉井和哉           | 3:22 |
| 11.                                           | 「Four Seasons」                     | 吉井和哉  | 吉井和哉           | 4:50 |
| 12.                                           | 「Suck Of Life」                     | 吉井和哉  | 吉井和哉           | 5:13 |
| 13.                                           | 「空の青と本当の気持ち」             | 吉井和哉  | 菊地英昭           | 5:42 |
| 14.                                           | 「JAM」                              | 吉井和哉  | 吉井和哉           | 5:19 |
| 15.                                           | 「アバンギャルドで行こうよ」         | 吉井和哉  | 吉井和哉           | 4:38 |
| 合計時間:                                     | 合計時間:                            | 合計時間: | 65:29              |      |

### 楽曲解説
1. Love Communication
5thシングル。
2. ROCK STAR
3rdアルバム『jaguar hard pain』収録。
3. LOVE IS ZOOPHILIA
2ndアルバム『EXPERIENCE MOVIE』収録。
4. SPARK
10thシングル。アルバム初収録。
5. 嘆くなり我が夜のFantasy
6thシングル。
6. Chelsea Girl
1stアルバム『THE NIGHT SNAILS AND PLASTIC BOOGIE』収録。
7. Father
5thアルバム『FOUR SEASONS』収録。
8. イエ・イエ・コスメティック・ラヴ
4thアルバム『smile』収録。
9. Subjective Late Show
1stアルバム『THE NIGHT SNAILS AND PLASTIC BOOGIE』収録。オリジナルアルバム収録の際の前曲とのクロスフェードが無くなっている。
10. 赤裸々GO!GO!GO!
3rdアルバム『jaguar hard pain』収録。
11. Four Seasons
5thアルバム『FOUR SEASONS』収録。
12. SUCK OF LIFE (Original Version)
2ndシングル「アバンギャルドで行こうよ」カップリング。
13. 空の青と本当の気持ち
5thアルバム『FOUR SEASONS』収録。
14. JAM
9thシングル。アルバム初収録。
15. アバンギャルドで行こうよ
2ndシングル。